# 잭 팔라히
잭 팰러히(Jack Falahee, 영어 발음: /ˌfæləˈhiː/, 1989년 2월 20일 ~ )는 미국의 배우이다.

## 출연 작품

### 영화
- Sunburn (2012) - 단편
- Hunter (2013)
- 토카레브 (2014)
- Slider (2014)
- Blowtorch (2015)
- 릴리 앤 캣 (2015, Lily & Kat)
- 캠퍼스 코드 (2015, Campus Code)
- 카드보드 복서 (2016, Cardboard Boxer)
- 더 송 오브 스웨이 레이크 (2017, The Song of Sway Lake)

### 텔레비전
- 범죄의 재구성 (2014-20)
- 머시 스트리트 (2016-17, Mercy Street)